# B급 구루메
B급 구르메(일본어: B級グルメ 비큐구루메[*])는 일본 요리 중에서 현대에 새롭게 만들어진 종류이다. 저렴한 가격으로 쉽게 만들 수 있으며, 일상 생활에서 즐겨먹을 수 있는 음식들을 통틀어 이르는 말로, 외식 뿐만 아니라 가정식에서도 사용할 수 있는 단어이다.
1980년대에 프리랜서 기자인 다자와 류지가 잡지 《앵글》지에 기고한 글에서 처음으로 쓰인 단어로, 1986년부터 다자와가 《B급 구르메 시리즈》를 발행하면서 일본 사회에 널리 알려졌다. 매년 일본 전역에 있는 이러한 "B급 구르메" 중에 가장 인기있는 것을 선발하는 "B-1 그랑프리"를 연다.

## 같이 보기
- 니쿠마키